# ミシガン州会議事堂

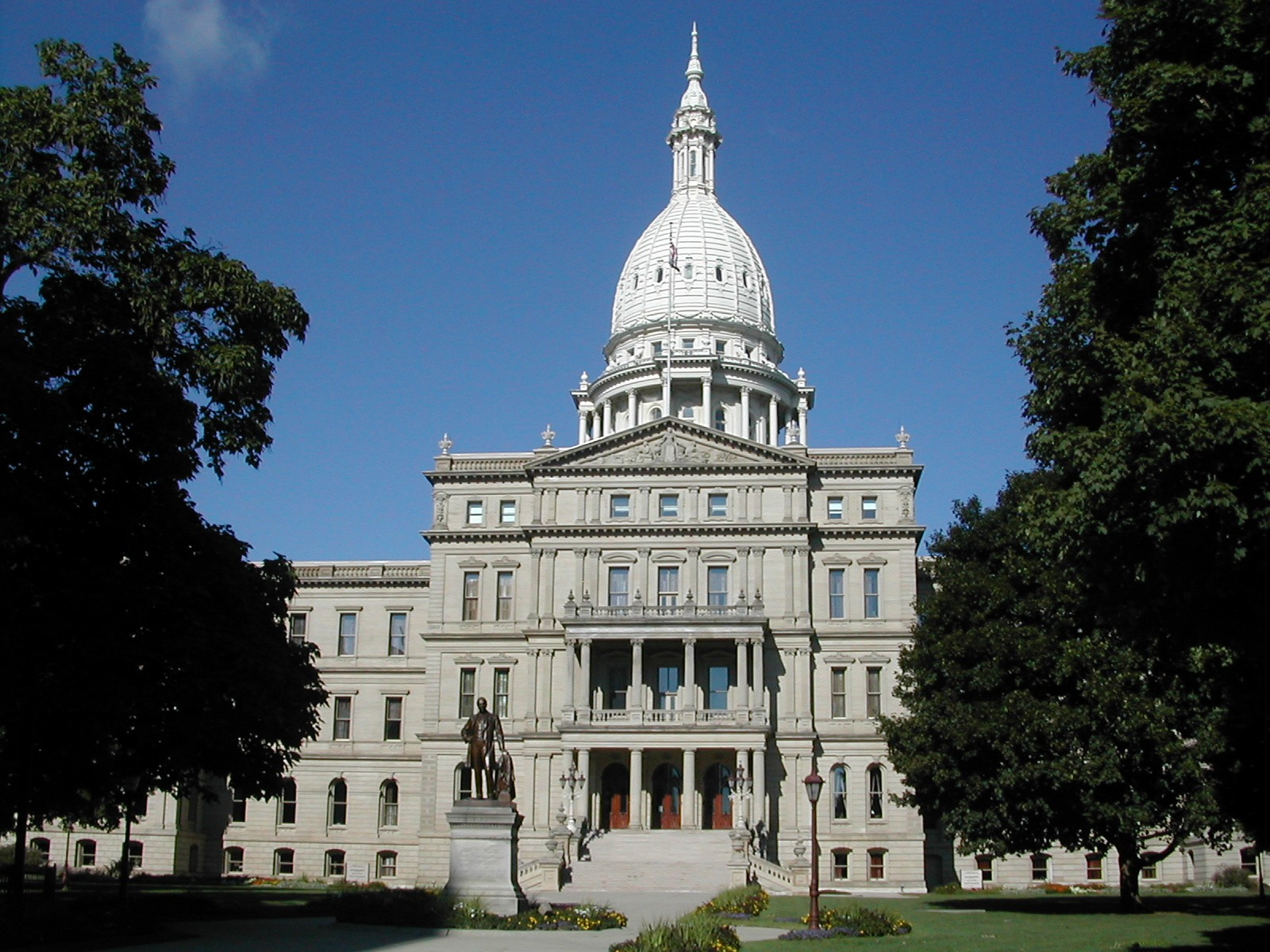
ミシガン州会議事堂

ミシガン州会議事堂（ミシガンしゅうかいぎじどう、Michigan State Capitol）は、アメリカ合衆国ミシガン州の州都ランシングに立地する同州議会の議事堂。ミシガン州議会の上下両院の議場のほか、州知事室、および州副知事室が置かれている。現在の庁舎はミシガン州史上3代目のものである。この庁舎は1971年に国家歴史登録財に、また1992年には国定歴史建造物に指定された。
初代の庁舎は、ミシガン州最初の州都であるデトロイトに建てられた。その後1847年に州都がランシングに移されると、2代目の庁舎が建てられた。現在の新古典主義建築様式の庁舎は1872年に着工され、1879年1月に開庁した。1989年から1992年にかけては、3年がかりの大規模な修復が行われた。

## 歴史

### 初代の庁舎

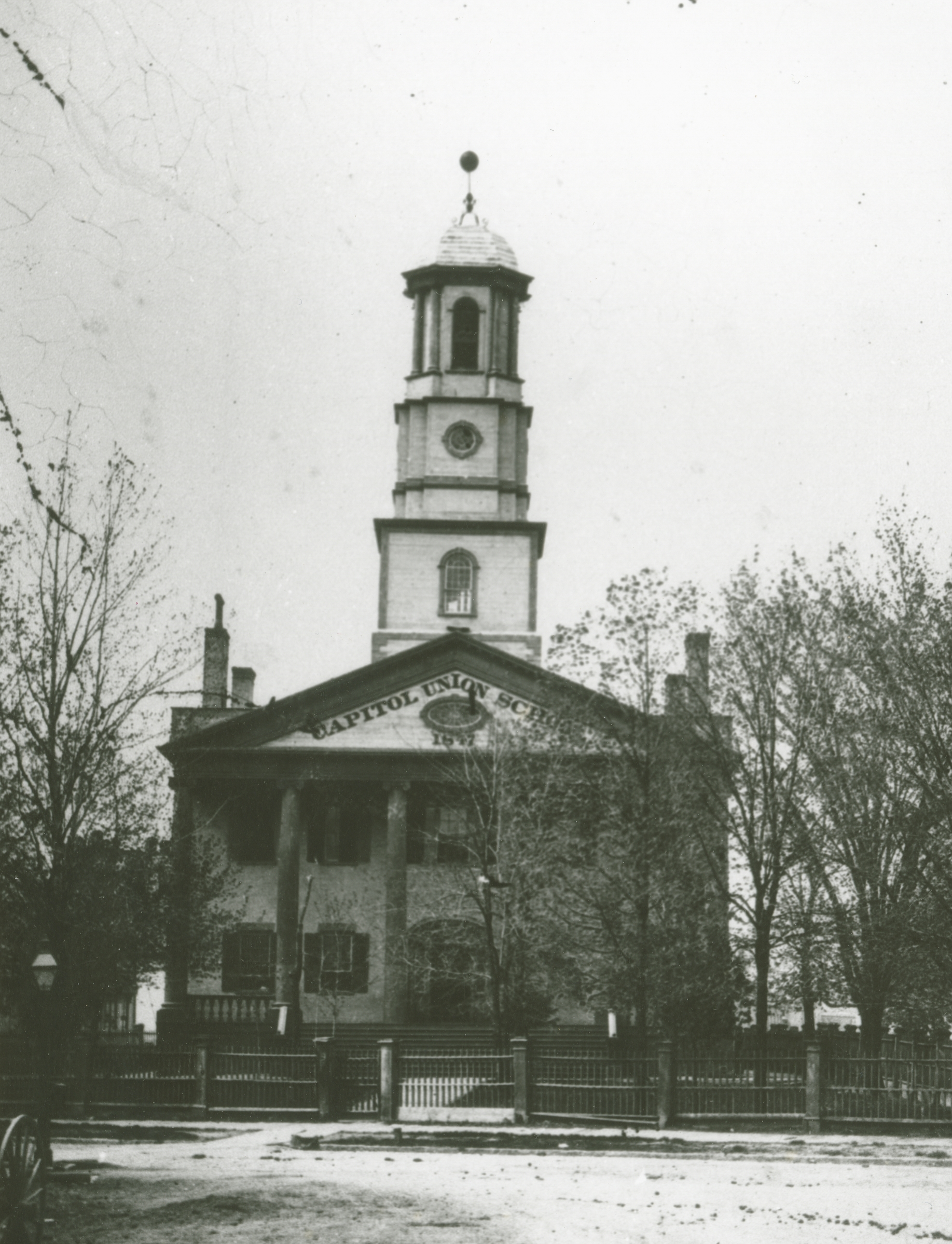
デトロイトに州都が置かれていた頃の庁舎
（1847年頃）

1787年7月13日、第2次大陸会議で北西部条例が可決され、ミシガンを含む北西部領土が創設された。その後1805年には、連邦議会の決議によってミシガン準州が創設された。ミシガンは1832年から州昇格を申請し始めたが、その一方で、オハイオ州との間ではトリード・ストリップと呼ばれる、重要な港湾都市トリードを含む面積約1,210km²の細長い土地の所属をめぐって「トレド戦争」と呼ばれる論争が起きていた。結局、ミシガンはトレド・ストリップを手放す代わりにアッパー半島の西側の3/4を獲得し、領土を画定させて1837年1月26日に連邦26番目の州として昇格した。ミシガン州最初の州都はデトロイトに置かれた。
1832年に建てられた議事堂最初の庁舎は、「準州会議事堂」（Territorial Courthouse）として建てられた。このレンガ造りの庁舎はミシガン州内では最古の部類に入るギリシア復古様式の建築物の1つで、正面にはイオニア式の柱で支えられたポルチコを、また中央には高さ42mの塔を有していた。庁舎の建設には24,500ドル（当時）の費用を要した。この庁舎は1848年まで準州議会、および州昇格後のミシガン州議会の議事堂として使われた。その後は、この建物は1893年に焼失するまで公立高校の校舎、および図書館として使われた。

### 2代目の庁舎
1835年に州昇格を見越して制定されたミシガン州憲法には、次のように記されている。

The seat of government for this state shall be at Detroit, or at such other place or places as may be prescribed by law until the year eighteen hundred and forty-seven, when it shall be permanently located by the legislature.

（訳）この州の政庁は、1847年まで、デトロイトもしくはその他法によって定める場所に置く。1847年には、立法府により恒久的な所在地が定められる。

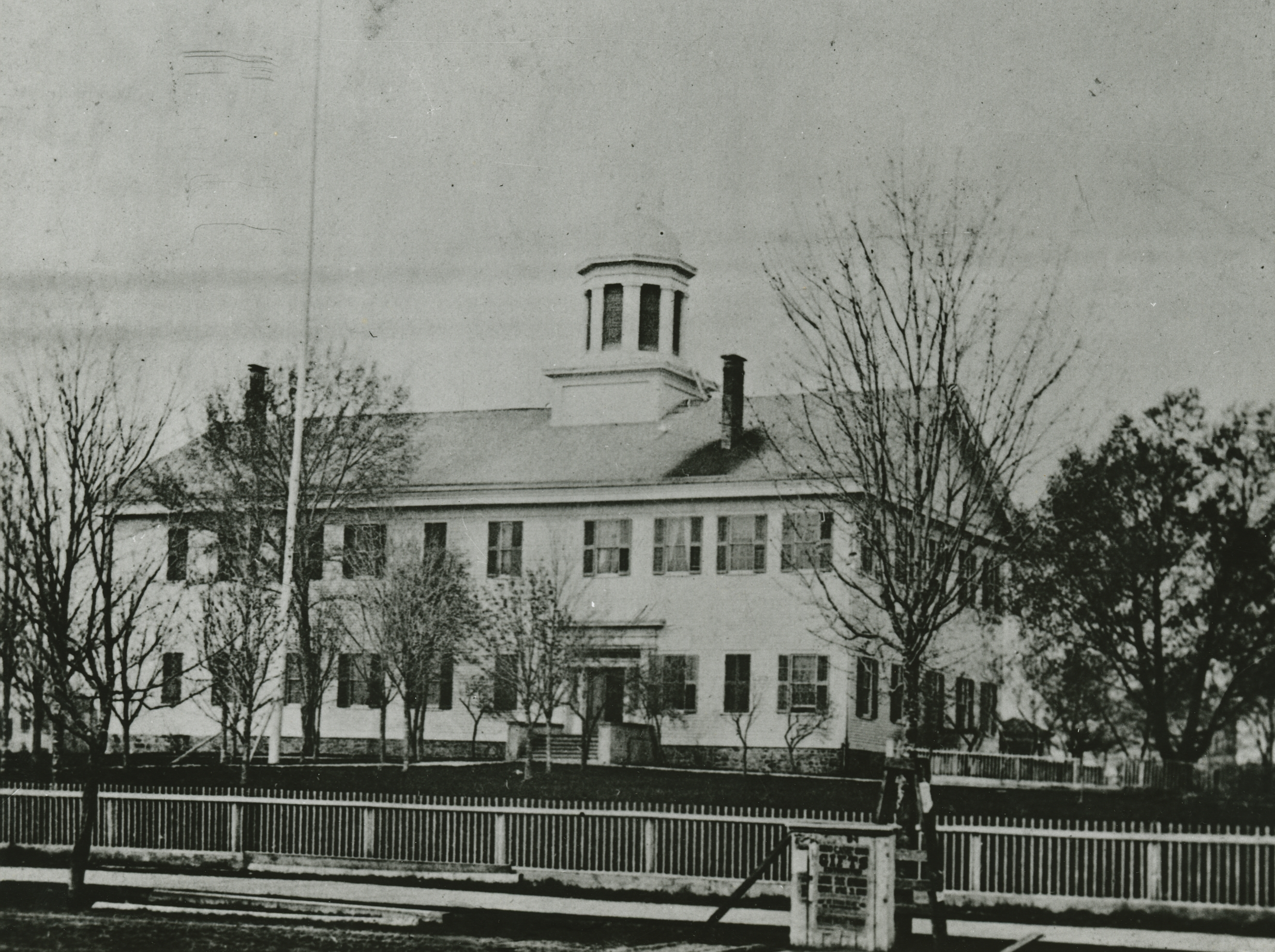
2代目の庁舎

1847年以前、デトロイトは州都をその管轄圏内に堅持すべく争ってきたが、州西部の人口増加に加え、防衛強化のために州政府を米加国境から離れた場所に置くことが望まれるようになったことなどから、州都を内陸に移す機運が高まっていった。デトロイトは1812年に始まった米英戦争の際にイギリスに占領され、デトロイト川の両岸、米加国境から1マイル以内のミシガン側の地域およびカナダ側のウィンザーはその後もイギリスの占領下に置かれていた。また、州都を内陸に移すことで、内陸部への入植を促すことや、州内の至るところから州都にたどりつきやすくする狙いもあった。
新しい州都の候補としてはアナーバー、ジャクソン、グランドラピッズが挙がった。また、議論中には、マーシャルの代表が州都選出を確信し、州知事官邸を建てた。延長までなされた議論の末、インガム郡選出の州上院議員ジョセフ・H・キルボーンは、当時ほとんど無人に近かったランシング・タウンシップに州都を移すことを提案した。アナーバーの北、デトロイトの西、グランドラピッズの東というランシング・タウンシップの位置が最適な妥協案と考えた州政府は、この提案を承認し、ランシング・タウンシップをミシガン町に改名して州都に定めた。1848年には、ミシガン町はもとのランシングという名に戻された。
ランシングの州会議事堂は1847年に仮の庁舎として建設が始まった。この庁舎は簡素な木造2階建てで白く塗られ、緑色の木製の枠にはめられた窓と真鍮のキューポラがついていた。この庁舎の建設には22,952ドル1セント（当時）の費用を要した。この庁舎は1879年に本庁舎が完成すると売却され、その後は1882年に焼失するまで工場として使われた。

### 3代目の庁舎

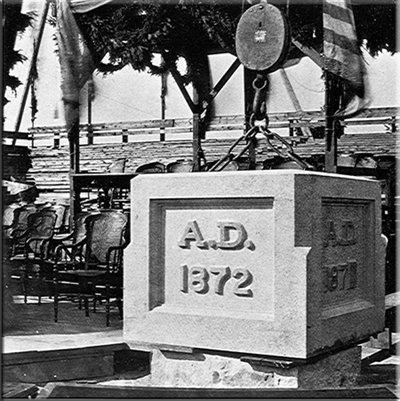
3代目（現在）の庁舎の礎石

1870年代初頭、州知事ヘンリー・P・ボールドウィンは州議会に対し、新しい、恒久的な議事堂を建てるように促していた。1871年3月31日、「新しい州会議事堂、および州政府職員が臨時で使用する建物の建設のため」の法案が可決された。新しい州会議事堂の建設予算としては、州の所得税の6年分にあたる120万ドルが充てられた。
1872年、新しい庁舎の設計にイリノイ州スプリングフィールドの建築家イライジャ・マイヤーズが携わることになり、マイヤーズの Tuebor（「私は守る」の意）と名付けられた設計案が採用された。マイヤーズはこの庁舎を連邦議会議事堂に倣って中央のドームと左右両ウイングを有する設計とした。後に、マイヤーズはコロラド州会議事堂、テキサス州会議事堂、およびアイダホ準州会議事堂の設計にも携わった。この庁舎の礎石は1873年10月2日、7,000人のランシング市民と30,000-50,000人の訪問者が見守る中で定められた。139部屋を有するこの庁舎は1878年に完成し、翌1879年1月1日に新しい州知事チャールズ・クロスウェルの就任と同時に開庁した。
この庁舎は耐火性を備えていること、政府の拡張に耐え得る大きさを有していること、戦争の遺物を保存する耐久性の高い保管庫としての役割を兼ねていることなど、南北戦争後の時代における全米的な傾向のきっかけとなったものであった。完成当初は薄い黄褐色をしていたドームは、やがて明るい白色に塗り直された。
1989年、州議会は庁舎の修復のための予算を計上し、1992年に修復が完了した。この修復プロジェクトでは、ドームにはもとのオフホワイトのシェードが取り戻され、内装は多くがもとの設計に戻されると同時に改善がなされ、身障者用の設備も設けられた。この庁舎は1971年1月25日に国家歴史登録財に、また1992年10月5日には国定歴史建造物にそれぞれ指定された。

## 庁舎の外観と内装
ミシガン州会議事堂は地表からドームの上に建っている尖塔の上までの高さが81.4m、幅128.1m、奥行き83.5m、一周463.3mで、4,720m²の面積を占めている。庁舎は4階建てで、一般用の入口は1階に設けられている。北側と南側の回廊にはそれぞれ4階まで上がる階段が設けられている。
正面玄関の上部に設けられているペディメントには、「ミシガンの興りと進歩」（The Rise and Progress of Michigan）というタイトルが付けられている。ペディメントの前面中央にはネイティブ・アメリカンの衣装を着た「ミシガン」という名の女性像が彫られている。この女性は本と球体を州民に差し出しており、これは州の明るい未来を象徴している。また、この女性の周りは農業を象徴する鋤、コルヌコピア、月桂樹や、舟運業、鉱業、製材業を象徴するものなど、州の経済を象徴するもので囲まれている。

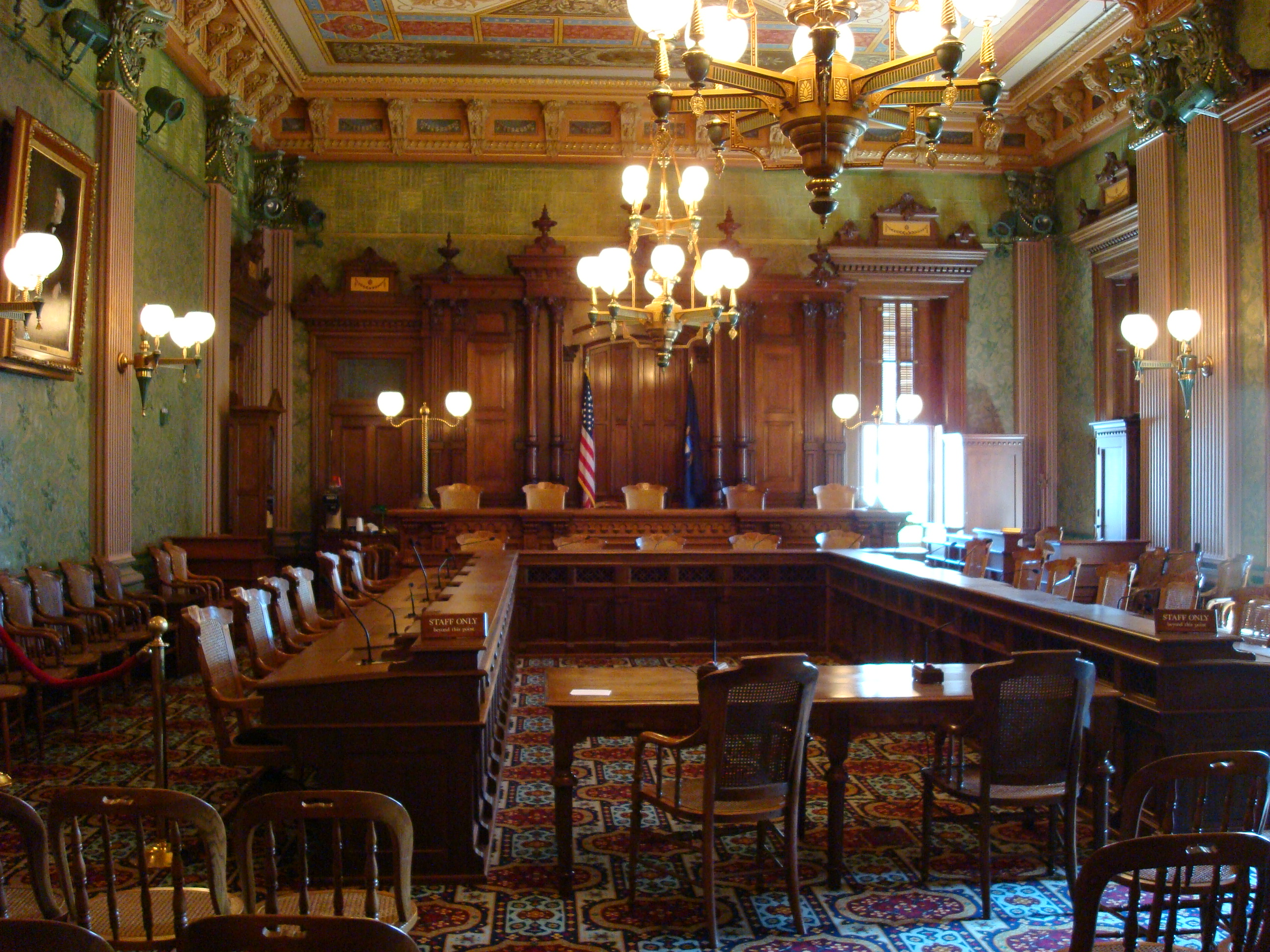
旧ミシガン州最高裁判所

かつては、この庁舎は州政府の機関全てを収容し得る大きさを有していたが、州政府の規模が拡大したため、現在では立法各機関の事務所が入った2棟のビルは議事堂正面の向かいに、最高裁判所はキャピトル・モールの反対側に、またミシガン州立図書館・歴史センターは州会議事堂の2ブロック西にそれぞれ移転し、議事堂内にはミシガン州議会の上下両院の議場と首脳部の事務所、州知事室、州副知事室のみが残されている。かつてミシガン州最高裁判所として使われていた部屋は、州上院歳出委員会室となっている。
1階の回廊は、もともとの庁舎の設計では南側の回廊の南西角にある武器庫などの「倉庫」につながっていた。当初、1階の床は板張りであったが、後にグレーのタイルで敷き替えられた。部屋は庁舎の完成当初はガス灯で照らされていたが、1900年頃までには電灯に置き替えられた。現在では、1階には、州上院事務官や州下院上級官吏の事務所のほか、一般来庁者用のツアーや情報サービスが置かれている。 

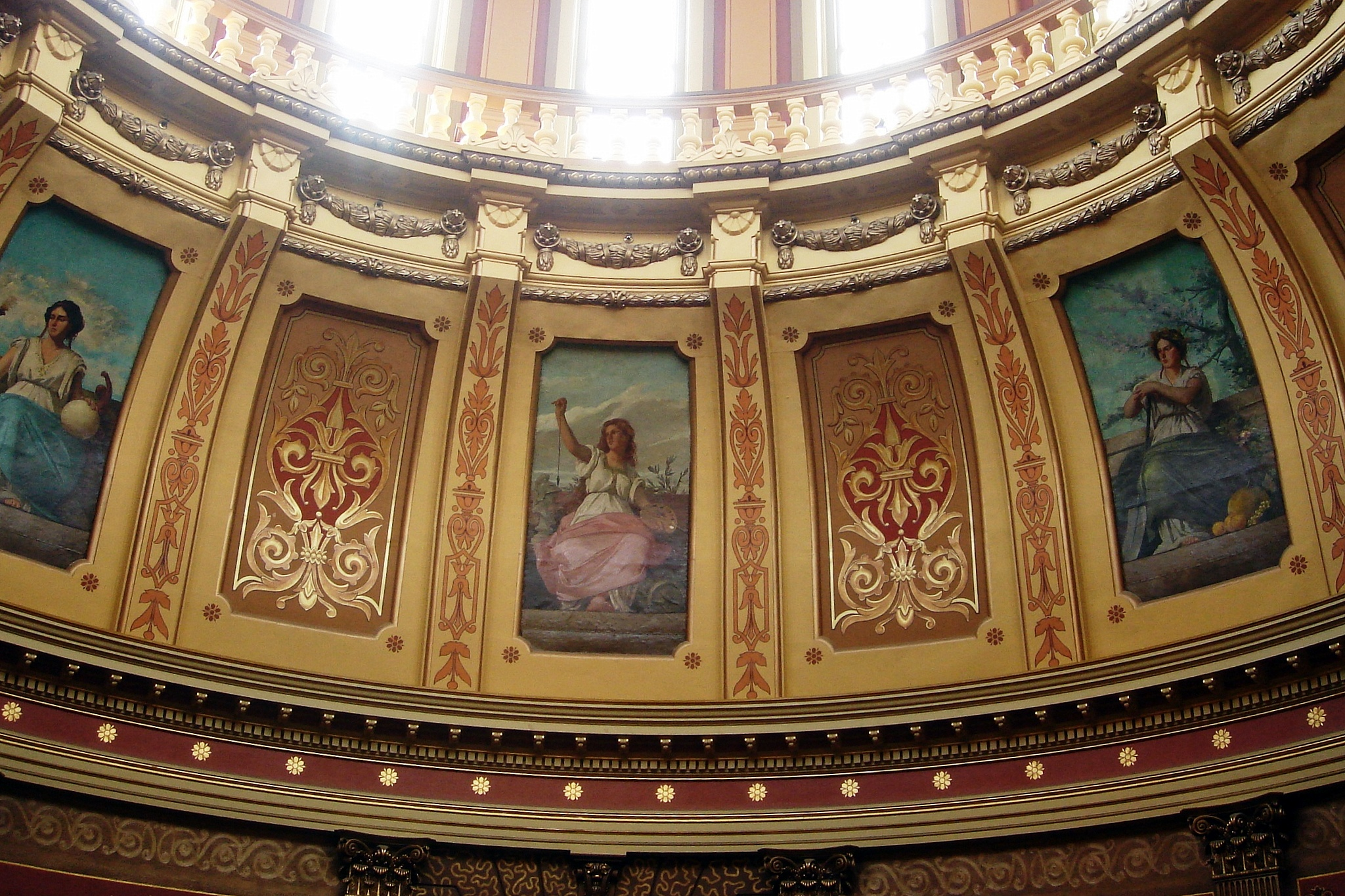
天井に描かれたムーサの画

2階から4階にかけては、床にはバーモント州産の大理石とライムストーンが用いられている。ほとんどのドアノブは真鍮やその他の銅合金でできている。完成当初につけられていた真鍮製のドアノブのほとんどは盗まれた。現在のドアノブと蝶番には州章が示されている。庁舎内には、一見ウォールナット材で造られているように見えるものが見られるが、これらは実際はミシガン州産のストローブマツ材で造られており、ウォールナット材に似せて塗装されたものである。
ドームの直下は、2階からドーム裏側まで吹き抜けの円形広間になっている。ドームのすぐ下の天井には1886年に描かれたムーサの画が8枚、円形に並べられている。これらの画の作者は100年以上にわたって不明であったが、現在ではトマソ・ジュグラリスがボストンのアトリエで制作したものと判っている。2階の北側にはlong-drop clockと呼ばれる、大きな時計が設置されている。この時計は庁舎の完成時に設置されたもので、かつては議事堂における正式な時刻を示す時計であった。この時計は1990年に修理され、現在も動いている。
3階には知事室・副知事室が設けられている。また、3階と4階の廊下には、歴代のミシガン州知事の肖像画が飾られている。1989-92年の庁舎改修時には、知事室は最も大規模な改修が行われた箇所の1つであった。知事室には1876年にサギノーのフィージ・ブラザース社が製造した備品が残されている。
| ミシガン州議会の本会議場（左: 上院, 右: 下院） |  | ミシガン州議会の本会議場（左: 上院, 右: 下院） |
| ミシガン州議会の本会議場（左: 上院, 右: 下院） |  |                                                |

4階の両端にはミシガン州議会上下両院の議場の傍聴席が設けられている。38名の議員からなるミシガン州上院は庁舎の南側のウイングに、110名の議員を抱えるミシガン州下院は北側のウイングにそれぞれ本会議場を置いている。議場の設計は基本的には上下両院で違いはないものの、上院の本会議場は下院の本会議場よりも小さく、装飾も大きく異なる。上院本会議場はテラコッタとティールを基調としてまとめられているのに対し、下院本会議場は青と金色を基調としている。上院の議長は州副知事が務めており、その席はウォールナット材で造られた演壇の奥に置かれている。下院本会議場の入口に敷かれている絨毯には、楕円形のカルトゥーシュに州の花であるリンゴの花が描かれている。下院議長の席は議場正面奥の中央に位置しており、その上部には石膏に彫られた、色付けされた州章が飾られている。上下両院とも、コンピュータ化された投票システムを用いており、投票結果が傍聴者にも判るように、壁に埋め込まれたスクリーンに投票結果が映し出されるようになっている。また、上下両院とも、自然光を取り入れられるように、本会議場の天井にはガラスのタイルがはめ込まれている。これらのガラスのタイルにはエッチング加工がなされており、各州の州章が描かれている。

## 敷地
議事堂の敷地内には様々な木が植えられている。庁舎の正面には、州の木であるストローブマツが植えられている。敷地内に植えられている最も古い木は、まだ庁舎が建設中であった1873年に植えられたアズサの木である。1992年、アメリカ森林協会は、この木はワシントン州のワラワラ市内に植えられているアズサの木と並んで、全米に現存するアズサの木の中で最大のものであると認定した。1973年には、ベトナム戦争の行方不明者と捕虜を記念して、「自由の木」と呼ばれるコロラドトウヒの木が植えられた。また1984年には、マーティン・ルーサー・キング・ジュニアを記念して、「マーティン・ルーサー・キング・ジュニア博士の木」と呼ばれる木が植えられた。
また、敷地内には、GAR Stoneと呼ばれる、南北戦争で北軍に就いて戦った退役軍人の記念碑が置かれている。この石碑は1924年に立てられた。